# Bacchisa discoidalis
Bacchisa discoidalis är en skalbaggsart som först beskrevs av Thomson 1865.  Bacchisa discoidalis ingår i släktet Bacchisa och familjen långhorningar. Inga underarter finns listade.